# Визурени (Васлуј)
Визурени (рум. Vizureni) насеље је у Румунији у округу Васлуј у општини Тутова. Oпштина се налази на надморској висини од 137 m.

## Становништво
Према подацима из 2002. године у насељу је живело 212 становника, од којих су сви румунске националности.